# Mané Kerioned

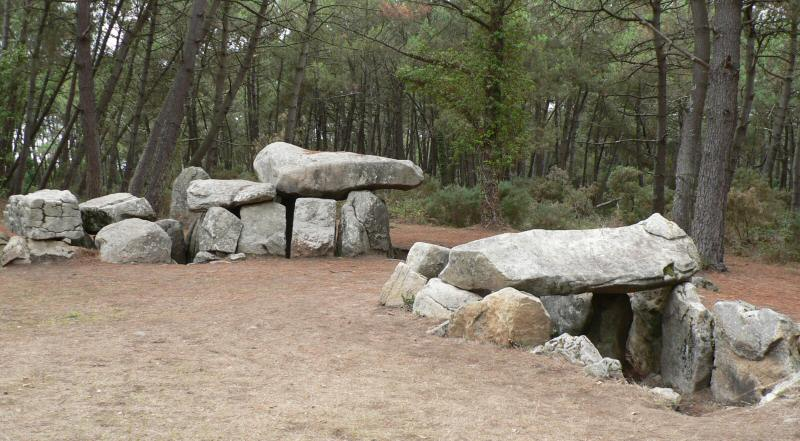
Mané Kerioned

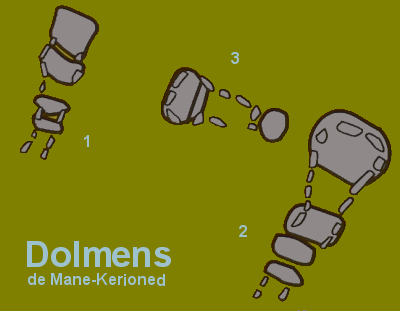
Grundplan von Mané Kerioned

Die Dolmen von Mané Kerioned (dt. „Haus der Zwerge“; auch Butte aux Lutins) sind drei Dolmen bei Plouharnel im Norden von Carnac im Département Morbihan in der Bretagne in Frankreich. Das Ensemble liegt an der Straße D 768 von Plouharnel nach Auray, etwa 2,56 km von Plouharnel. Dort befindet sich auf der anderen Straßenseite der Dolmen Mané Keriaval und in Richtung Auray der Dolmen von Runesto.

## Beschreibung
Zwei der drei Dolmen in V-Form liegen parallel zueinander und sind mit den Zugängen nach Süden orientiert. Der östlich gelegene ist noch stark eingetieft, der westliche steht oberirdisch. Die dritte, ebenfalls oberirdische Anlage liegt rechtwinkelig zwischen ihnen. Die Form gehört nach Pierre-Roland Giot (1919–2002) zu den ältesten in der Bretagne. Die Dolmen werden im Westen von drei kleinen Menhiren begleitet.
Die Unterteilung in Gang und Grabkammer ist nicht ausgeprägt, vielmehr erweitert sich der axiale Gang im Kammerbereich etwa birnenförmig, viele der Tragsteine und zehn Decksteine sind erhalten. Auf den Steinen des östlichen eingetieften Dolmens sind zahlreiche Gravuren zu sehen. Der östliche Dolmen ist mit mehr als 11 m Länge der größte der Anlage und auf sechs der 27 Steine dekoriert.
Die Gruppe besteht aus den gleichen „marmiteförmigen“ Platten wie der Schlussstein im Table des Marchand, ist aber ähnlich wie Kercado mit Zickzack-Mustern verziert.
Die Gruppe wurde zwischen 1866 und 1901 mehrfach untersucht und im Jahre 1921 restauriert Es fanden sich eine Reihe von Artefakten, aber keines von größerem Interesse.